# Karawan (Charkiw, Mala Danyliwka)
Karawan (ukrainisch und russisch Караван) ist ein Dorf in der ukrainischen Oblast Charkiw mit etwa 200 Einwohnern (2001).
Das 1873 gegründete Dorf liegt auf einer Höhe von 111 m am rechten Ufer des Lopan, einem 93 km langen Nebenfluss der Udy, 4 km westlich vom Gemeindezentrum Mala Danyliwka, 6 km südlich vom ehemaligen Rajonzentrum Derhatschi und 14 km nordwestlich vom Oblastzentrum Charkiw.
Bei dem Dorf wurde eine befestigte skythische Siedlung aus dem späten 5. bis frühen 2. Jahrhundert v. Chr. gefunden. In den Jahren 1954/55 stattgefundene archäologische Grabungen brachten Reste von Befestigungsanlagen, Lehm- und Holzhütten, Keramik sowie Knochen von Haus- und Wildtieren zu Tage.
Am 12. Juli 2017 wurde das Dorf ein Teil der neugegründeten Siedlungsgemeinde Mala Danyliwka, bis dahin war es ein Teil der gleichnamigen Siedlungratsgemeinde Mala Danyliwka (Малоданилівська селищна рада/Malodanyliwska selyschtschna rada) im Süden des Rajons Derhatschi.
Am 17. Juli 2020 kam es im Zuge einer großen Rajonsreform zum Anschluss des Rajonsgebietes an den Rajon Charkiw.